# Lonelygirl15

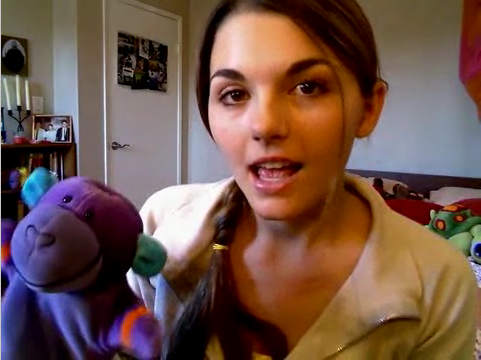
Jessica Lee Rose interpreta Bree

lonelygirl15 è stata una webserie statunitense pubblicata su YouTube dal 16 giugno 2006 al 1º agosto 2008. 
La serie era incentrata sulla vita di un'adolescente sedicenne di nome Bree (Jessica Lee Rose), il cui canale YouTube era chiamato appunto lonelygirl15; attraverso la piattaforma, la ragazza pubblicava brevi e regolari aggiornamenti del suo vlog nei quali parlava della sua vita quotidiana.
La serie ha guadagnato ampia attenzione dei mass-media quando, il 14 settembre 2006, è stato svelato che si trattava di una fiction e non di una storia reale come era stata presentata fino ad allora.

## Riconoscimenti
- La serie ha vinto il Biggest Web Hit Award ai Big in '06 Awards.[2]
- Nel 2007 Jessica Lee Rose ha ricevuto il Webby Award come Film & Video Awards Best Actress.[3]